# Lescheret
Lescheret is een dorp in de Belgische provincie Luxemburg. Het ligt in Juseret, een deelgemeente van Vaux-sur-Sûre. Het dorpscentrum ligt ruim een kilometer ten oosten van het dorpscentrum van Juseret.

## Geschiedenis
Op het eind van het ancien régime werd Lescheret een gemeente. In 1823 werd de gemeente al opgeheven en bij Juseret gevoegd.

## Bezienswaardigheden
- De Église Saint-Roch

Deelgemeenten: Hompré · Juseret · Morhet · Nives · Sibret · Vaux-lez-Rosières

Overige dorpen en gehuchten: Assenois · Belleau · Bercheux · Chaumont · Chenogne · Clochimont · Cobreville · Grandru · Jodenville · La Barrière · Lavaselle · Lescheret · Mande-Sainte-Marie · Morhet-Station · Poisson-Moulin · Remichampagne · Remience · Remoiville · Rosières · Salvacourt · Sûre · Villeroux 

Belgische gemeenten · Arrondissement Neufchâteau · Luxemburg · Wallonië

## Geboren
- Arnaud De Lie (2002), wielrenner